# 小澤佐重喜
小澤佐重喜（1898年11月25日—1968年5月8日），日本政治家、律師、前眾議院議員。其長子為前民主黨黨魁小澤一郎。